# Hertzogville
Hertzogville este un oraș din Africa de Sud.